# もさを。
もさを。（Mosawo.）是日本的男性創作歌手。本人未公開出生年分，僅在Twitter上公開生日為9月25日。2018年在YouTube上傳第一支翻唱影片，開始以網路為中心展開活動。2020年5月發布自己第一首歌曲《ぎゅっと。》，其單曲正式於7月發布。

## 人物
歌唱以女性視角敘寫的情歌。常於社交網站發布翻唱歌曲與創作歌曲。雖然本人沒有在大眾面前露臉過，但人氣相當活躍。偶爾會在YouTube和Instagram開直播，進行彈唱與粉絲互動。
學生時期加入過棒球社，以棒球選手為目標，後因受傷引退。也曾創立輕音社，分別擔任主唱、吉他手，有在大家面前表演過的經驗。
もさを。的音樂之路開始於，過去在電視的音樂節目中，偶然看到清水翔太而作為契機。開始接觸R&B、鄉村音樂、搖滾與樂團，常聽的樂團與代表藝人像是泰勒絲、克里斯小子與ONE OK ROCK。
2020年2月起，開始以TikTok上展開活動，發布原創歌曲《ぎゅっと。》受到廣大迴響。同時也是もさを。第一次在社群網站上，發布自己創作的原創歌曲，在這之前都是上傳歌曲翻唱。
2020年5月，《ぎゅっと。》的彈唱版本在YouTube上發布後，3個月內點擊量突破500萬，歌曲於同年7月發行，即獲得LINE MUSIC每週排行榜第一名。在8月的LINE MUSIC月排名TOP10中，擠進前三。截止2021年8月，《ぎゅっと。》在YouTube的點擊量已突破2900萬，Billboard JAPAN串流歌曲排行更是突破1億次的播放次數。
2021年3月19日，在『ミュージックステーション』中首次亮相。
2021年9月13日，發布新歌《恋色》，作為漫畫《指尖相觸，戀戀不捨》的合作歌曲。
2021年10月，YouTube頻道影片觀看次數突破1億次。同月，新歌《カラメル》被選為日劇『美麗的他』的片頭曲。
2022年10月，歌曲《1分1秒》作為東京海上日動安心生命保險的電視廣告曲，也是もさを。的單曲中第一首作為電視CM歌曲。同月，歌曲《サイダー》被選為『恋する週末ホームステイ 2022秋～Honey Soda Story～』的插入歌。
2022年12月7日，發布第一張精選專輯《こいのうた》，收錄了播放次數累計35億次以上的16首情歌。
2023年，歌曲《キンモクセイ》再次被選為日劇『美麗的他 第二季』的片尾曲，以及電影『劇場版 美麗的他〜eternal〜』的主題曲。

## 音樂作品

### 專輯
| 發布日期      | 專輯名稱                | 規格 | 規格產品編號 |
| ------------- | ----------------------- | ---- | ------------ |
| 2022年12月7日 | こいのうた (Koi no Uta) | CD   | UMCK-1724    |

### 單曲
|      | 發布日期 | 發布日期 | 歌名名稱                                    | 規格     | 收錄專輯   |
| 年   | 月日     |          | 歌名名稱                                    | 規格     | 收錄專輯   |
| ---- | -------- | -------- | ------------------------------------------- | -------- | ---------- |
| 1st  | 2020年   | 7月27日  | ぎゅっと。（Gyutto）                        | 數位下載 | こいのうた |
| 2nd  | 2020年   | 8月24日  | ぎゅっと。(Piano ver.)                      | 數位下載 | 未收錄     |
| 3rd  | 2020年   | 9月7日   | きらきら（Kirakira）                        | 數位下載 | こいのうた |
| 4th  | 2020年   | 9月28日  | 好きが溢れていたの（Sukiga Afureteitano）   | 數位下載 | こいのうた |
| 5th  | 2020年   | 10月26日 | 会いたい（Aitai）                           | 數位下載 | こいのうた |
| 6th  | 2020年   | 11月30日 | 冬のプレゼント（Fuyuno Present）            | 數位下載 | こいのうた |
| -    | 2021年   | 1月12日  | ぎゅっと。(SASUKE Remix)                    | 數位下載 | 未收錄     |
| -    | 2021年   | 2月1日   | ぎゅっと。（A夏目 Remix）                   | 數位下載 | 未收錄     |
| 7th  | 2021年   | 2月22日  | 桜恋（Sakurakoi）                           | 數位下載 | こいのうた |
| 8th  | 2021年   | 9月12日  | 恋色（Koiiro）                              | 數位下載 | こいのうた |
| -    | 2021年   | 10月27日 | あの音 / もさを。A夏目                      | 數位下載 | 未收錄     |
| 9th  | 2021年   | 11月21日 | カラメル（Caramel）                         | 數位下載 | こいのうた |
| 10th | 2022年   | 3月21日  | もう一度 ft. asmi（One More Time ft. asmi） | 數位下載 | こいのうた |
| 11th | 2022年   | 6月20日  | ラクガキ（Rakugaki）                        | 數位下載 | こいのうた |
| 12th | 2022年   | 7月27日  | ギフト（Gift）                              | 數位下載 | こいのうた |
| 13th | 2022年   | 8月31日  | サイダー（Cider）                           | 數位下載 | こいのうた |
| 14th | 2022年   | 10月26日 | 1分1秒（1 Minute 1 Second）                 | 數位下載 | こいのうた |
| 15th | 2022年   | 11月23日 | ハレルヤ（Hallelujah）                      | 數位下載 | こいのうた |
| 16th | 2023年   | 2月22日  | キンモクセイ（Kinmokusei）                  | 數位下載 | 未收錄     |
| 17th | 2023年   | 4月26日  | ブラウニー（brownie）                       | 數位下載 | 未收錄     |
| 18th | 2023年   | 11月15日 | Love Song                                   | 數位下載 | 未收錄     |
| 19th | 2023年   | 12月13日 | Snow White                                  | 數位下載 | 未收錄     |

## 出演
- A-nation online 2020 ( Avex Group，2020年8月29日 )
- LIVE BEACON 2021 ( Billboard JAPAN、TikTok，2021年1月11日 )
- ミュージックステーション 春うた 2時間SP ( 朝日電視台，2021年3月19日 )
- 24時間TikTok LIVE 2021 ( TikTok，2021年7月3日-7月4日 )[6]。
- 第33回的「東京女孩展演」( 2021年9月4日 )

## 公演
MOSAWO.LIVE TOUR「KOINOUTA」
| 舉行日期      | 舉行地點               | 備註     |
| ------------- | ---------------------- | -------- |
| 2023年1月29日 | 東京・Shibuya WWW      |          |
| 2023年5月9日  | 東京・恵比寿LIQUIDROOM | 追加公演 |
| 2023年5月15日 | 大阪・心斎橋JANUS      | 追加公演 |
| 2023年5月16日 | 愛知・名古屋SPADE BOX  | 追加公演 |

MOSAWO.LIVE TOUR「Sugar&Spice」SUMMER LIVE TOUR 2023
| 舉行日期      | 舉行地點                  | 備註                       |
| ------------- | ------------------------- | -------------------------- |
| 2023年8月15日 | 仙台 darwin               |                            |
| 2023年8月18日 | 福岡 DRUM Be-1            |                            |
| 2023年8月24日 | 大阪BIGCAT                | 延期                       |
| 2023年8月25日 | 名古屋 Electric Lady Land | 延期                       |
| 2023年8月30日 | 東京 Zepp Shinjuku        |                            |
| 2023年9月29日 | 大阪BIGCAT                | 8/24大阪延期後的再次公演   |
| 2023年10月2日 | 名古屋 Electric Lady Land | 8/25名古屋延期後的再次公演 |

Mosawo.Xmas LIVE 2023 
| 舉行日期       | 舉行地點                     | 備註 |
| -------------- | ---------------------------- | ---- |
| 2023年12月19日 | 大阪BIGCAT                   | 中止 |
| 2023年12月20日 | 愛知 DIAMOND HALL            | 中止 |
| 2023年12月25日 | 東京・恵比寿 The Garden Hall | 中止 |

## 外部連結
- もさを。的TikTok
- もさを。的X（前Twitter）
- もさを。的Instagram帳戶
- YouTube上的もさを。頻道